# Shuangyang (meteoryt)
Shuangyang (inna nazwa: Shuang-yang) – meteoryt kamienny należący do chondrytów oliwinowo-bronzytowych H 5, spadły w 1971 roku w chińskiej prowincji  Jilin.  Całkowita masa meteorytu jaką obecnie dysponuje się wynosi 3,9 kg. Meteoryt Shuangyang jest jednym z siedmiu zatwierdzonych meteorytów znalezionych w tej prowincji.